# Escandiofluoroeckermannita
L'escandiofluoroeckermannita és un mineral de la classe dels silicats que pertany al supergrup dels amfíbols.

## Característiques
L'escandiofluoroeckermannita és un silicat de fórmula química NaNa₂(Mg₄Sc)(Si₈O₂₂)F₂. Va ser aprovada com a espècie vàlida per l'Associació Mineralògica Internacional en el mes de juny de l'any 2024. Va ser publicada a la revista xinesa Chinese Journal of Geology  per Haidong She et al. en el mes de setembre de 2024 amb el títol Oboniobite and Scandio-fluoro-eckermannite, two new minerals in the Bayan Obo deposit, Inner Mongolia. Cristal·litza en el sistema monoclínic.
Les mostres que van servir per a determinar l'espècie, el que es coneix com a material tipus, es troben conservades a les col·leccions del Museu de Geologia de l'Institut de Geologia i Geofísica de l'Acadèmia Xinesa de Ciències, a Pequín (República Popular de la Xina) amb els número de catàleg BY111 i M8238, i al Museu Geològic de la Xina, també a Pequín, amb el número de catàleg: GMCTM2024002.
Segons la classificació de Nickel-Strunz pertany a «09.DE - Inosilicats amb 2 cadenes dobles periòdiques, Si₄O₁₁; clinoamfíbols».

## Formació i jaciments
Va ser descoberta al dipòsit de Bayan Obo, al marge nord del crató de la Xina del Nord, a Mongòlia Interior (República Popular de la Xina), sent aquest indret l'únic de tot el planeta on ha estat descrita aquesta espècie mineral.